# 大卫·帕克
大卫·帕克（英語：David Parker）为一位美国音讯工程师。他曾赢得了2次奥斯卡最佳音响效果奖，并在这个奖项上获得了5次提名。自从1980年起他参与了140部电影的制作。

## 精选影视作品
获奖
- 英国病人 (1996)[1]
- 谍影重重3 (2007)[2]

提名：
- 狼踪（英语：Never Cry Wolf (film)） (1983)[3]
- 加勒比海盗：黑珍珠号的诅咒 (2003)[4]
- 本杰明·巴顿奇事 (2008)[5]
- 社交网络 (2010)[6]
- 龙纹身的女孩 (2011)[7]
- 星球大战外传：侠盗一号 (2016)[8]
- 星球大战：最后的绝地武士 (2017)[9]